# Рождественское сельское поселение (Татарстан)
Рождественское се́льское поселе́ние — муниципальное образование в Лаишевском районе Татарстана Российской Федерации.
Административный центр — село Рождествено.

## История
Статус и границы сельского поселения установлены Законом Республики Татарстан от 31 января 2005 года № 28-ЗРТ «Об установлении границ территорий и статусе муниципального образования "Лаишевский муниципальный район" и муниципальных образований в его составе».

## Население
| 2010  | 2011  | 2012  | 2013  | 2014  | 2015  | 2016  |
| ----- | ----- | ----- | ----- | ----- | ----- | ----- |
| 1157  | ↗1159 | ↗1162 | →1162 | ↘1147 | ↗1161 | ↗1186 |
| 2017  | 2018  |       |       |       |       |       |
| ↗1213 | ↗1241 |       |       |       |       |       |

## Состав сельского поселения
| № | Населённый пункт | Тип населённого пункта       | Население |
| - | ---------------- | ---------------------------- | --------- |
| 1 | Дятлово          | деревня                      | 473       |
| 2 | Рождествено      | село, административный центр | 278       |
| 3 | Сингели          | село                         | 236       |
| 4 | Тангачи          | деревня                      | 209       |